# Iris xiphium
El lirio español (Iris xiphium) es una especie de la familia de las iridáceas.

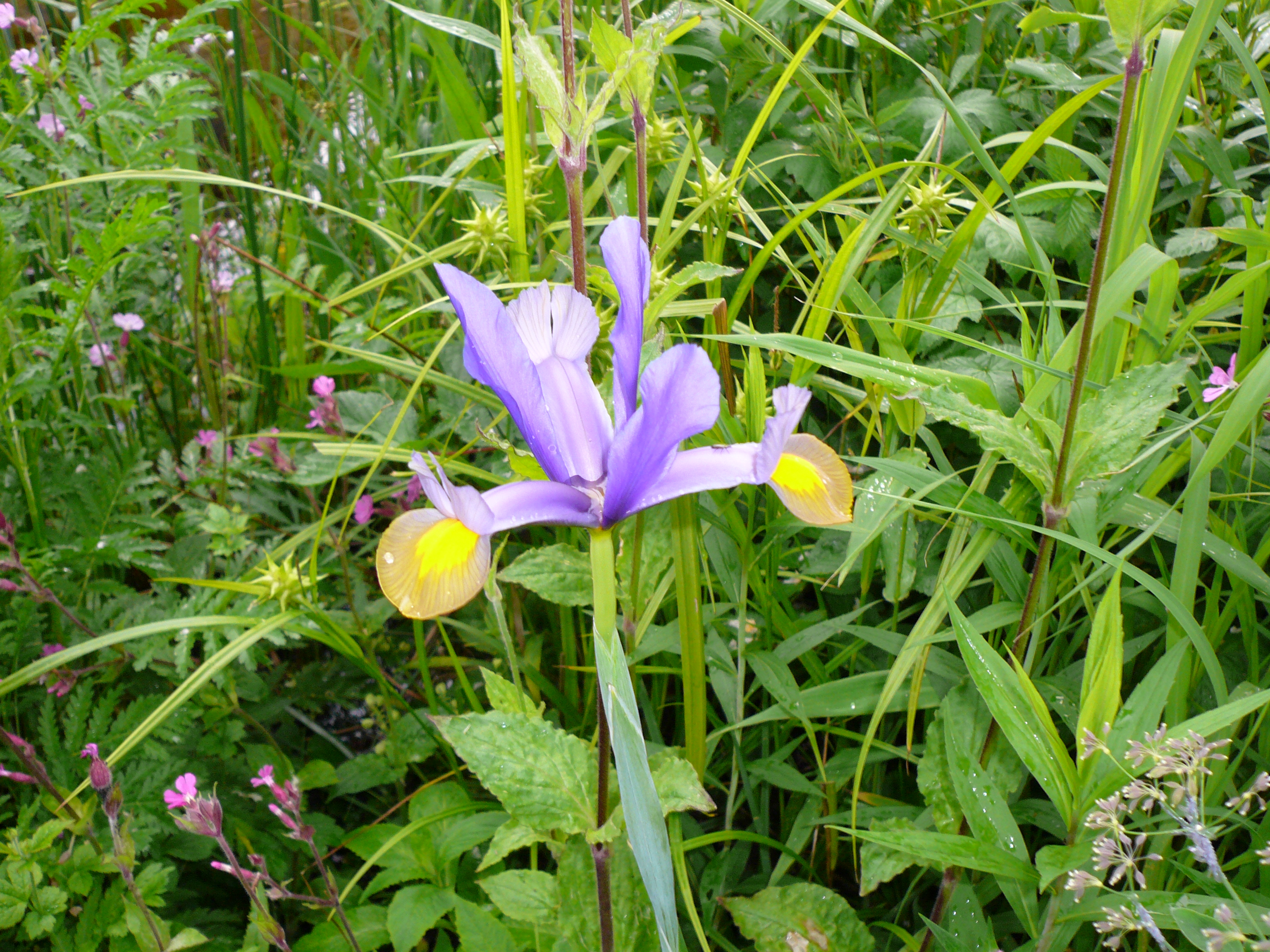

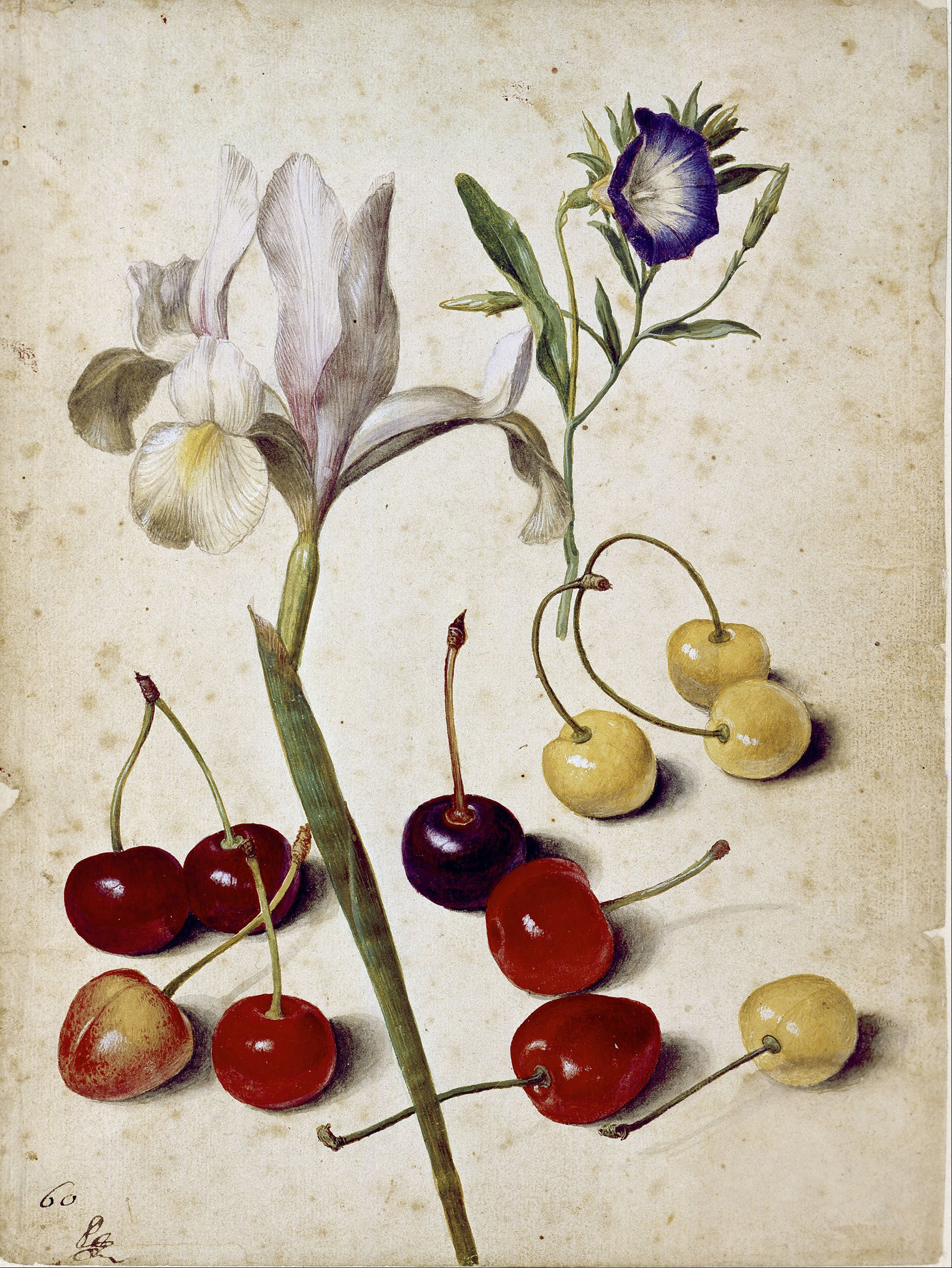
Ilustración

## Descripción
Planta perenne, bulbosa con hojas y tallos de color gris verde. Las hojas están presentadas durante la floración. Son largas y estrechas, de hasta 114 cm por 20 mm, involutas, algo plateadas en el haz y estriadas en el envés. Las flores son grandes y tripartitas y de un color azul violeta claro con una banda amarilla, compuesta de pelos cortos y finos, en la "lengua". El tallo largo está envuelto por hojas, pudiendo nacer otra flor de la parte trasera de las más altas.

## Distribución y hábitat
Mediterráneo occidental y península ibérica. Vegeta en sitios húmedos, pinares abiertos, matorrales y tomillares sobre suelos arenosos básicos.

## Taxonomía
Iris xiphium, fue descrita por Carlos Linneo y publicado en Species Plantarum 1: 40. 1753.
Etimología
Iris: nombre genérico llamado así por Iris la diosa griega del arco iris.
xiphium: epíteto latíno que significa "como Gladiolus"
Sinonimia
- Iris taitii Foster
- Xiphion vulgare Mill.[5]
- Iris coronaria Salisb.
- Iris hispanica Steud.
- Iris spectabilis Spach
- Iris variabilis Jacq.
- Iris xiphia St.-Lag.
- Iris xiphium var. battandieri
- Iris xiphium f. durandoi Batt.
- Xiphion verum Schrank[6][7]

## Nombres comunes

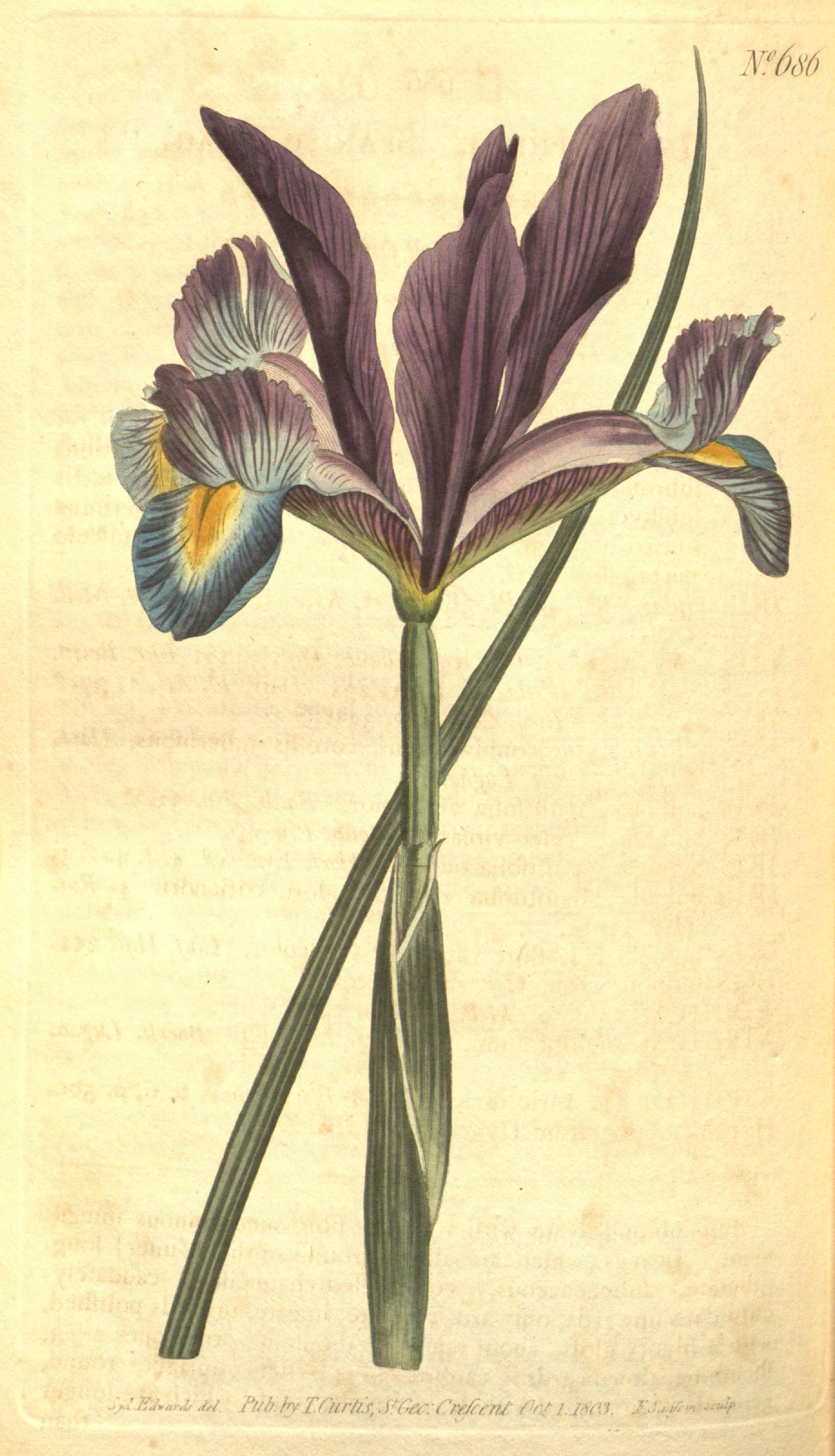
Ilustración de 1803

- Ilustración de 1803Castellano: baya, boca de sierpe, espadaña olorosa, espadaña portuguesa, lirio, lirio azul, lirio azul de mayo, lirio bulboso, lirio bulboso de flor azul, lirio cuerno de Lisboa, lirio de campo, lirio de dos colores, lirio de la sierra, lirio de primavera, lirio de Valladolid, lirio espadañal, lirio español, lirio fino, lirio humilde pajizo, lirio ilírico, lirio inglés, lirios, lirio silvestre , lirio xifio, reyllabuey.[5]